# Kainarî, Iahotîn
Kainarî (în ucraineană Кайнари) este un sat în comuna Dvirkivșciîna din raionul Iahotîn, regiunea Kiev, Ucraina.

## Demografie
Componența lingvistică a localității Kainarî
     Ucraineană (97,3%)
     Rusă (1,8%)
     Alte limbi (0,9%)
Conform recensământului din 2001, majoritatea populației localității Kainarî era vorbitoare de ucraineană (97,3%), existând în minoritate și vorbitori de rusă (1,8%).